# عبد الرحمن بن يزيد بن جابر
أبو عتبة عبد الرحمن بن يزيد بن جابر الأزدي الدمشقي الداراني أحد رواة الحديث النبوي، وفقيه الشام في عصره مع الأوزاعي.

## سيرته
ولد في خلافة عبد الملك بن مروان ورأى كبار التابعين، وقال الذهبي: ورأى بعض الصحابة فيما أرى. حدث عن بلال بن سعد السكوني وأبي سلام الأسود، وأبي الأشعث الصنعاني، ومكحول، وعبد الله بن عامر اليحصبي، وابن شهاب الزهري، وأبي كبشة السلولي، وعطية بن قيس. حدث عنه: ولده عبد الله بن عبد الرحمن، والوليد بن مسلم، وابن المبارك، وعمر بن عبد الواحد، ومحمد بن شابور، وأيوب بن سويد، وحسين الجعفي. وثقه يحيى بن معين وأبو حاتم.
روى الوليد بن مسلم، عن ابن جابر، قال: كنت أرتدف خلف أبي في أيام الوليد، فقدم علينا سليمان بن يسار، فدعاه أبي إلى الحمام، وصنع له طعاما، وكنت آتي المقاسم أيام هشام بن عبد الملك. وروى صدقة بن خالد عن ابن جابر قال: قال خالد بن اللجلاج لمكحول سل هذا عما كان، وعما لم يكن يعني ابن جابر. قال أحمد بن حنبل: ابن جابر ليس به بأس. قال الوليد: سمعت عبد الرحمن بن يزيد بن جابر يقول: لا تكتبوا العلم إلا ممن يعرف بطلب الحديث.

## وفاته
توفي سنة 154 هـ.